# 第1回東京優駿大競走
1932年4月24日に目黒競馬場で施行された第1回東京優駿大競走（芝2400m）について記述する。

## レース施行時の状況
1930年4月、東京競馬倶楽部は競馬界の業態改善の一端として、（旧4歳)馬の抽籤馬を除く内国産馬による大競走・東京優駿大競走を、1932年春に開催する旨の「東京優駿編成趣意書」を発表した。
東京優駿大競走は1着賞金が1万円と高額であったことから話題となり、同年10月の第1回出馬登録には全国から168頭(牡馬92頭・牝馬76頭)の申込みがあり、1932年1月の最終登録には72頭が登録した。
圧倒的な1番人気は下総御料牧場産のワカタカで、3月26日中山競馬場での新呼馬では5着であったが(勝ち馬サンダークラップ)、4月16日目黒競馬場の2000mの新呼馬でハクセツ以下を破り初勝利を収めている。
2番人気はその中山競馬場での同日の他の新呼馬でオオツカヤマを破ってレコード勝ちし、4月16日目黒競馬場での古呼馬でサンダークラップ、アサハギらに勝った牝馬のアサザクラ。
3番人気のワコーは関西から東上してきた。
4月17日の新呼馬はオオツカヤマ、パースニングが1、2着、4月18日の新呼馬はレイコウ、ヨネカツ、ナスダケが1～3着。
中山の新呼馬をレコードで圧勝した牝馬のシラヌヒが東京優駿大競走に出馬登録をせず、出走が叶わず関係者をがっかりさせた。

## 出走馬と枠順
- 1932年4月24日　春季東京競馬第5日目　第10競走
- 天候：雨、芝：不良馬場

- 出走頭数：19頭 (当時は現在のように馬番と出走枠番とが同じではない)

| 枠順 | 馬番 | 人気 | 競走馬名         | 性齢 | 騎手       | 調教師     |
| ---- | ---- | ---- | ---------------- | ---- | ---------- | ---------- |
| 1    | 16   | 1    | ワカタカ         | 牡3  | 函館孫作   | 東原玉造   |
| 2    | 19   | 16   | ペリケット       | 牡3  | 大久保房松 | 大久保房松 |
| 3    | 14   | 2    | アサザクラ       | 牡3  | 中村一雄   | 北郷五郎   |
| 4    | 5    | 3    | ワコー           | 牡3  | 伊藤勝吉   | 伊藤勝吉   |
| 5    | 4    | 9    | レイコウ         | 牝3  | 二本柳勇   | 尾形景造   |
| 6    | 15   | 11   | ナスダケ         | 牡3  | 村山幸二   | 村山幸二   |
| 7    | 8    | 10   | アサハ           | 牡3  | 杉浦照     | 杉浦照     |
| 8    | 7    | 12   | アサオホギ       | 牡3  | 柴田寛治   | 杉浦照     |
| 9    | 10   | 5    | アサヤス         | 牡3  | 岸参吉     | 伊藤勝吉   |
| 10   | 18   | 4    | ハクセツ         | 牡3  | 田中和一郎 | 田中和一郎 |
| 11   | 9    | 13   | クラックミンテン | 牡3  | 伊勢健二   | 元石吉太郎 |
| 12   | 13   | 13   | ヨネカツ         | 牡3  | 安川定治郎 | 安川定治郎 |
| 13   | 1    | 13   | オリンパス       | 牡3  | 稲葉秀男   | 中森弘     |
| 14   | 3    | 6    | オオツカヤマ     | 牡3  | 尾形景造   | 尾形景造   |
| 15   | 2    | 16   | オートビス       | 牝3  | 茂木為三郎 | 尾形景造   |
| 16   | 17   | 16   | パースニング     | 牝3  | 大久保亀治 | 稲葉秀男   |
| 17   | 12   | 16   | ヨシキタ         | 牝3  | 石門虎吉   | 安川定治郎 |
| 18   | 11   | 8    | サンダークラップ | 牡3  | 柴田恒治郎 | 柴田恒治郎 |
| 19   | 6    | 6    | アサハギ         | 牝3  | 徳田伊三郎 | 伊藤勝吉   |

## 当日の競馬場模様
当日は約1万人の観衆が入り、前日以来の雨の影響で、当日のプログラムは45分ほど遅延し、午後3時発馬の予定が4時前にずれこんだ。

## 競走結果

### 競走の展開
当時の目黒競馬場は右回りで1周1600メートルであり、現在の東京競馬場と異なる。第2コーナーからスタートし、向こう正面、3、4コーナーを回って正面直線を抜け、1コーナーから順にもう1周してくるコースであった。
バリアーが上がってスタートした直後に内枠からワコーが飛び出し、後続を2馬身リードして最初の第4コーナーを回ると、2番手からワカタカが外を回って先頭に出た。しかし、アサハギの徳田騎手が強く手綱を絞り、抑えているにも拘らず、その意に反してワカタカに並びかけてしまう。そのワカタカの函館騎手は手綱を抑えたままである。ワカタカとアサハギが先頭を争いながら1周目の直線を抜けると、2、3馬身ずつ離れて先頭ワカタカ、アサハギ、ワコー、レイコウの順でコーナーを回り、向正面では再び半馬身ほどの差になった。
しかし第3コーナーからワカタカがスパートし、最終の第4コーナーを回る頃には2番手のアサハギ・ワコーに5馬身と差を開き、そのまま直線に向いても後続の追走を許さずそのまま先頭でゴールした。4馬身遅れた2着には後方から内側を通って追い込んだオオツカヤマが入った。優勝タイムは2分45秒+2⁄5で、雨による不良馬場であることを考慮すればかなり優秀なタイムだった。
下総御料牧場のトウルヌソルの産駒と小岩井農場のシアンモアの産駒が1、2着となり、それまで主流だったチャペルブラムプトンやガロンといった種牡馬の産駒から、新鋭のトウルヌソルやシアンモアといった種牡馬への世代交代を象徴する結果となった。

### 競走着順（1着から5着まで）
| 着順 | 競走馬名     | タイム      | 着差      |
| ---- | ------------ | ----------- | --------- |
| 1    | ワカタカ     | 2分45秒+2⁄5 | -         |
| 2    | オオツカヤマ |             | 4馬身     |
| 3    | アサハギ     |             | 3+1⁄2馬身 |
| 4    | オートビス   |             | -         |
| 5    | レイコウ     |             | -         |

### 払戻金
当時の馬券は発行単位が20円であり、下記は20円に対する払戻額である。
1923年の競馬法施行に伴い馬券(この時は単勝式のみ)が復活して、各競馬倶楽部とも1人1枚20円で統一されていた。しかし当時の小学校教師の初任給が40円であった時代であり、庶民にとって20円は大金であったため、競馬場に来て同じ馬を買う人を探して数人で1枚の馬券を買ったと言われている。
1931年から複勝式も発売された。
| 単勝式 | ワカタカ     | 39円     |
| 複勝式 | ワカタカ     | 31円     |
| 複勝式 | オオツカヤマ | 55円     |
| 複勝式 | アサハギ     | 56円50銭 |

## レースの記録
優勝馬ワカタカ。千葉下総御料牧場産。父トウルヌソル。母種信。母の父イボア。三代母ミラ(サラ系)。ここまで3戦2勝。生涯通算21戦12勝。この後、10月23日帝室御賞典(目黒)2000mを制す。引退後は1934年日高種馬牧場へ。しかし種牡馬としてはサラ系としてハンディを背負っていたせいか、後に活躍する産駒が無く1943年種牡馬登録を抹消。1945年死去。東原玉造調教師。函館孫作騎手。
2着オオツカヤマ。父シアンモア。尾形景造（後に藤吉）調教師が騎乗。後に調教師として日本ダービー8勝の記録を達成した。なお第1回のこの時は4着オートビス、5着レイコウとも尾形厩舎の管理馬である。
3着アサハギ。伊藤勝吉調教師。後に東の尾形厩舎と並ぶ西の大厩舎を築く。唯一度の日本ダービー制覇を12年後の1949年タチカゼで果たすが、その時はとても勝てない馬だとして東上していなかった。

## レースにまつわるエピソード
大レースではあったが、単勝の得票が0票の馬が4頭いた。4着と健闘したオートビスもその中の1頭であった。
ワカタカの初勝利の翌日、兄のハッピーチャペルが帝室御賞典（目黒）をレコード勝ちしている。
この第1回日本ダービーは、当時無声映画として撮影されたフィルムが完全な形で残っている。馬場内に置かれた1台のカメラでスタートからゴールまでの映像をスタンド側からでなく、馬場の内側から撮ったもので、1978年頃にテレビ番組「NHK特集」で第1回ダービーとして放送された。